# آلبرت ایروین
آلبرت ایروین (انگلیسی: Albert Irvine; ۷ مهٔ ۱۸۹۸ – ۱۹۳۵ (۳۶−۳۷ سال)) بازیکن فوتبال بود.
از باشگاه‌هایی که در آن بازی کرده‌است می‌توان به باشگاه فوتبال گریمزبی تاون اشاره کرد.